# عزمان (بكيل المير)

تعديل مصدري - تعديل

عزمان هي إحدى قرى عزلة عزمان بمديرية بكيل المير التابعة لمحافظة حجة، بلغ تعداد سكانها 0 نسمة حسب تعداد اليمن لعام 2004.